# لوکاش ویشنیفسکی

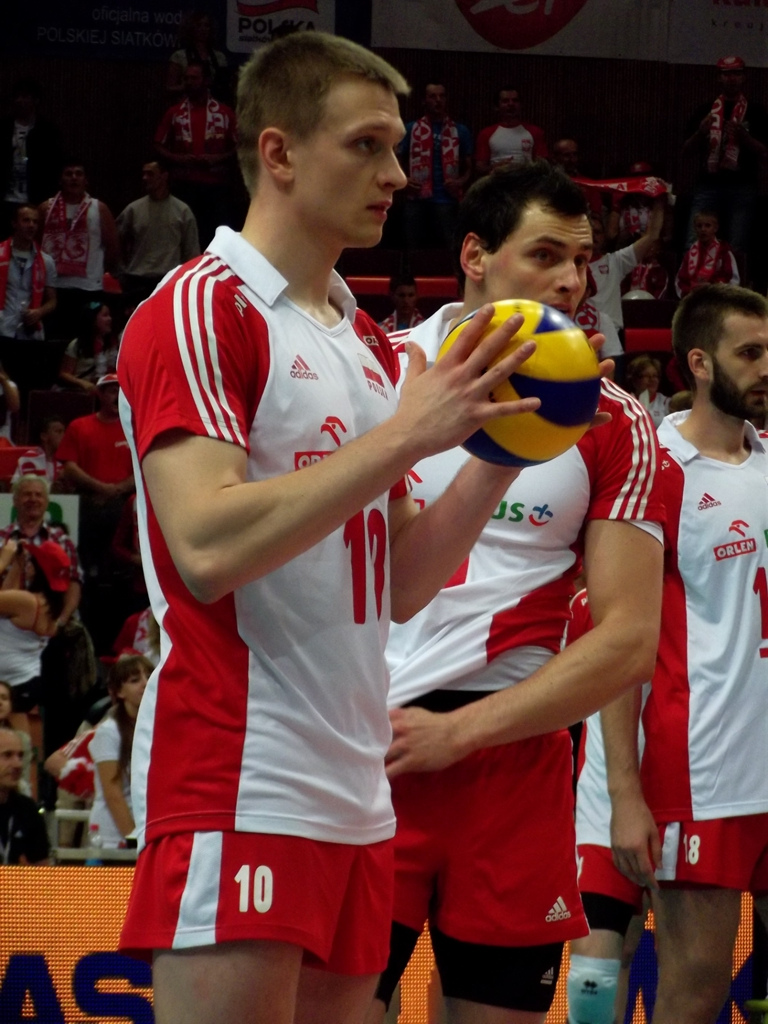
ویشنیفسکی ۲۰۱۲

لوکاش ویشنیفسکی (به لهستانی: Łukasz Wiśniewski) (متولد ۳ فوریه ۱۹۸۹) والیبالیست لهستانی، عضو تیم ملی والیبال لهستان و تیم رسویا ژشوف است. لوکاش به همراه تیم ملی لهستان مدال نقره جام جهانی ۲۰۱۱ و مدال طلا لیگ جهانی ۲۰۱۲ را به دست آورده است. همچنین او 4 بار قهرمان لیگ والیبال لهستان شده است.

## افتخارات

### جوایز فردی
- بهترین مسدود کننده جام حذفی لهستان ۲۰۱۳
- بهترین مسدود کننده جام حذفی لهستان ۲۰۱۴